# Dust II
Dust II (иногда именуется как de_dust2) — игровая карта из серии шутеров от первого лица Counter-Strike. Dust II разработана дизайнером Дэвидом Джонстоном до официального релиза оригинальной Counter-Strike и является преемницей карты Dust. Она была разработана с целью простоты и сбалансированности геймплея, основана на симметричном дизайне и двух точках, за которые команды террористов и спецназовцев должны бороться.
Впервые карта была выпущена в марте 2001 года для первой Counter-Strike и с тех пор присутствует во всех играх серии. После выпуска она претерпевала минимальные изменения и графические обновления, а в октябре 2017 года Dust II получила крупнейшую визуальную доработку в Counter-Strike: Global Offensive. Карта пользуется огромной популярностью у игроков с момента выхода первой Counter-Strike, а обновлённый дизайн в Global Offensive получил в основном положительные отзывы от критиков, картографов и игроков.

## Общая информация

Мини-карта Dust II в Global Offensive

Dust II является игровой картой из серии шутеров от первого лица Counter-Strike. По словам соавтора оригинальной Counter-Strike Джесса Клиффа, действие карты разворачивается в пустынной местности Марокко. Как и во всех картах шутера, игроки делятся на террористов и спецназовцев. Первые должны на определённой точке заложить и взорвать бомбу, в то время как вторые — помешать закладке или обезвредить её. Прежде чем установить взрывчатку, террористы должны получить контроль на одной из двух зон, доступных на карте — они легко доступны для спецназа в начале раунда. На карте есть несколько узковатых проходов — «Центр», «Длина A», «Зигзаг А» и «Туннели B». Об их расположении создатель карты Дэвид Джонстон писал: «Dust была немногим больше, чем восьмёрка, у которой выросло по паре ног и рук, что централизовало перестрелки, но предоставило тактическое пространство для манёвра».
Основные точки — тактически важные позиции и районы. В «Центре» есть три участка — «Уступ», ведущий к точке A, «Нижний туннель» и «Двери», которые ведут к базе спецназовцев. На так называемой «Длине точки A» есть ещё три участка, находящиеся у места закладки — «Двери длины», из которых террористы выходят к «Длине точки A», «Яма» — наклонная область возле дверей, своеобразное укрытие для игрока. «База спецназа» находится справа от «Длины точки A». «Туннель» разделён на «Верхний» и «Нижний» зоны лестницей, именуемой в игре «ступенями» — первая зона ведёт к точке B, либо к «Базе террористов», а вторая выходит на «Центр» и из неё можно подняться по лестнице наверх.
Дэвид Джонстон в своём блоге писал, что при создании этой карты он «хотел, чтобы она имела всё общее с Dust, но на деле ею не являлась». Он начал определять, что делает Dust такой уникальной — в Dust II он решил сохранить простую конструкцию, пандусы, ящики и «двери Dust». Тем не менее дизайнер захотел добавить такие элементы, как области для ближнего боя и перестрелки на дальние дистанции, которые в итоге и превратились в «Туннели» и «Длина точки A». Дэвид проявил большее терпение при «отделке» определённых объектов, чем при работе над Dust, используя её осторожно и только тогда, когда это было необходимо. Он поставил себе определённые правила, чтобы не злоупотреблять и не недооценивать её — чрезмерное использование «отделки» сделало бы карту слишком сложной, а недостаточное — слишком плоской. Ещё одно отличие от первой Dust заключается в том, что Dust II не претерпела никаких других серьёзных изменений в компоновке.

## История
Карту Dust II разработал Дэвид Джонстон. Она берёт начало из карты Dust. Крис «МакМен» Эштон помогал создавать текстуры для карты. Первоначально Джонстон называл новую карту «Dust 3», поскольку не считал её достойным преемником Dust — она получила своё фирменное название только перед самым добавлением в игру. Карта разрабатывалась для простоты и сбалансированности геймплея. Во время разработки «Длина точки A» отсутствовала из-за технических ограничений игрового движка GoldSrc, а также были удалены пещеры, обеспечивающие укрытие, окно в «Точке B» и длинный пандус у «Базы спецназа» к «Точке A».
13 марта 2001 года карта была добавлена в Counter-Strike 1.1. После обновления игры она претерпела минимальные изменения, получив небольшие графические улучшения и изменение освещения. Dust II также была немного обновлена в Counter-Strike: Condition Zero и при релизе Xbox-версии Counter-Strike.

### Counter-Strike: Source
Counter-Strike: Source разработана на новом на тот момент игровом движке от Valve — Source, в связи с чем была изменена игровая физика. Вместе с графическими изменениями, в карту были добавлены новые объекты, влияющие на игровой процесс — включены новые модели дверей, а подъём на ящики в «Центре» стал более лёгким.

### Counter-Strike: Global Offensive
В Counter-Strike: Global Offensive графика Dust II была сильно улучшена, а все деревянные двери заменили на металлические, что усложняет их простреливание насквозь. По словам Джесса Клиффа, при создании Global Offensive Dust «перерабатывался, чтобы стать конкурентоспособной». В обновлении от 3 февраля 2017 года карта была удалена из Active Duty Competitive Pool — группы карт, внесённых в список для игр на профессиональном уровне. Её заменила Inferno, а Dust II получила свою собственную эксклюзивную группу карт в режимах Casual и Deathmatch.
В октябре 2017 года Valve выпустила бета-версию улучшенной карты. Через неделю обновлённая карта вышла в свет. В апреле 2018 года Dust II вернули в Active Duty Competitive Pool, заменив карту Cobblestone. 19 ноября 2022 года Dust II была убрана из профессионального маппула, её заменила карта Anubis.

### Counter-Strike 2
Во время разработки Counter-Strike 2 стало известно, что Dust II получила несколько улучшений в графике и освещении и сохранила тот же макет. 27 сентября 2023 года вышла вторая часть, заменив собой Global Offensive — Dust II стала одной из базовых карт игры.

## Отзывы критиков
На сегодняшний день Dust II присутствует во всех играх Counter-Strike и, начиная с обновлений от 2017 года, продолжает получать положительные отзывы от критиков и картографов. Левелдизайнер Counter-Strike Шон «FMPONE» Снеллинг написал: «Valve придали карте очень целостный и „тактильный“ вид, что облегчило её восприятие». Митч Боуман из PC Gamer высоко оценил обновление 2017 года, заявив, что «оно вносит некоторые скромные, но интересные изменения [в Dust II], не изобретая велосипед». В свою очередь, профессиональные игроки неоднозначно оценивают Dust II 2017 года — некоторым игрокам обновление и его изменения понравились, а некоторые отнеслись к нему скептично. Джейк «Stewie2K» Йип раскритиковал добавление модели машины на карту, сказав, что за ней «слишком легко спрятаться, и она немного перегружает карту».
Когда карта была удалена из Active Duty Competitive Pool, это вызвало незамедлительную реакцию со стороны профессиональных игроков и членов сообщества. Питер «ptr» Гурни сказал, что Valve «[убрала] сбалансированную Dust II и заменила её на Inferno, у которой на самом деле 4 или 5 проблем, сразу же приходящие на ум». Фабьен «kioShiMa» Фий, другой профессиональный игрок Counter-Strike, не был удивлён удалением карты, ведь она была единственной, не получившей обновления на тот момент.

### Влияние и наследие

Карта Dust II в Far Cry 5

В начале 2014 года сообщалось, что карта была воссоздана в реальной жизни, хотя её местоположение неизвестно. Dust II также встречается в других играх благодаря модам. Отсылки на карту были в таких играх, как Far Cry 3, Far Cry 5, CrossFire и Cube 2: Sauerbraten. В 2018 году Люк Милланта опубликовал переработанную версию Dust II, стилизованную под киберпанк, а в 2023-м пользователь под никнеймом Nic с нуля воссоздал карту на Unreal Engine 5 за месяц, обновив всю графическую составляющую для реализма. В исследовании Counter-Strike, проведённом Уппсальским университетом, карта использовалась вместе с Inferno, Mirage и Cache для анализа дизайна уровней в играх.
В 2019 году инди-разработчик SCRNPRNT создал и выпустил на основе карты свою игру Dustnet (стилизовано как DUSTNET). Действие игры, исследующей тему «хрупкости многопользовательского опыта игроков», проходит в «самой последней копии de_dust2 в мире». В ней содержатся многочисленные отсылки на оригинальный Counter-Strike и Quake, а также скрытые благодарности создателю карты Дэвиду Джонстону.
Многие журналисты называют карту культовой.